# Édouard-Fortuné Calabresi
Édouard-Fortuné Calabresi (Montpellier, 2 december 1824 – Parijs, januari 1904) was een Frans muzikant, dirigent en theaterdirecteur.
Calabresi was van 1855 tot 1859 directeur van de Luikse Opéra Royal de Wallonie. Tussen 1861 en 1862 dirigeerde hij ook in Antwerpen, waarna hij terugkeerde naar Luik. Van 1864 tot 1865 leidde hij het theater van Verviers. Tijdens dit laatste jaar keerde hij opnieuw terug naar Luik.
Hierna trok Calabresi naar New Orleans (1866-1873) en Algiers (1873-1874), waar hij eveneens het directeurschap van lokale theaters in handen nam. In 1784 keerde hij terug naar België om er tot in 1875 de Gentse schouwburg te leiden.
Op 1 september 1875 werd Calabresi benoemd tot mededirecteur van de Koninklijke Muntschouwburg, een positie die hij deelde met Oscar Stoumon. Dit duo deelde de leiding over de schouwburg van 1875 tot 1885 en daarna opnieuw van 1889 tot 1900. Na de dood van Stoumon in 1900 vertrok Calabresi opnieuw naar het buitenland. Hij gaf zijn positie aan de Muntschouwburg door aan Maurice Kufferath.
- Bibliothèque nationale de France: cb16177304h (data)
- International Standard Name Identifier: 0000 0000 7699 9878
- Virtual International Authority File: 107051697